# Aptostichus simus
Aptostichus simus es una especie de araña migalomorfa del género Aptostichus, familia Euctenizidae. Fue descrita científicamente por Chamberlin en 1917.
Habita en los Estados Unidos y México.